# Уолбутский наслег
Уолбутский наслег — сельское поселение в Абыйском улусе Якутии Российской Федерации.
Административный центр — село Кенг-Кюёль.

## География
Географически находится в арктической тундровой зоне. Центр наслега, село Кенг-Кюёль, расположен за Северным полярным кругом в 80 км к юго-востоку от посёлка Белая Гора (центра Абыйского улуса).

## История
Статус и границы сельского поселения установлены Законом Республики Саха (Якутия) от 30 ноября 2004 года N 173-З N 353-III «Об установлении границ и о наделении статусом городского и сельского поселений муниципальных образований Республики Саха (Якутия)»

## Население
| 2002 | 2010 | 2011 | 2012 | 2013 | 2014 | 2015 |
| ---- | ---- | ---- | ---- | ---- | ---- | ---- |
| 265  | ↘255 | →255 | ↘240 | ↘224 | ↘221 | ↘212 |
| 2016 | 2017 | 2018 | 2019 | 2020 | 2021 |      |
| ↘209 | ↘207 | ↘205 | ↘203 | ↘198 | →198 |      |

## Состав сельского поселения
| № | Населённый пункт | Тип населённого пункта       | Население |
| - | ---------------- | ---------------------------- | --------- |
| 1 | Кенг-Кюёль       | село, административный центр | →198      |